# Хайнрих фон Хюкесваген
Хайнрих фон Хюкесваген (на немски: Heinrich von Hückeswagen; на немски: domnus Henricus comes de Hukingiswage; † 1205) е граф на графството Хюкесваген в Северен Рейн-Вестфалия.

## Биография
Той е син на граф Фридрих фон Хюкесваген († сл. 1138).
Граф Хайнрих фон Хюкесваген е споменат за пръв път през 1176 г. Той се стреми да не бъде нападнат от графовете на Берг (документи от 1189). Хайнрих успява да бъде независим от Бергите като се съюзява с архиепископа на Кьолн Филип I фон Хайнсберг († 1191). След това той често е свидетел в неговите документи.
Граф Хайнрих подкрепя крал Ото IV в конфликта за императорския трон и присъства на неговата коронизация през август 1198 г.
През 1260 г. графството Хюкесваген е продадено на графовете на Берг, и Хюкесвагенирите се местят в Моравия.

## Деца
Хайнрих фон Хюкесваген има децата:
- Дитрих/Теодорих († пр. 1208), наследник
- Арнолд фон Хюкесваген (* пр. 1193; † сл. 1240, пр. 1260), граф на Хюкесваген (пр. 1208–сл. 1240), женен за Адела (Аделхайд), или за Юта фон Хукесваген († сл. 1274), родители на София фон Хюкесваген († сл. 1310), омъжена I. сл. 1269 г. за Вилхелм III цу Френц († 1279), II. сл. 1277 г. за Герхард I фон Дик († сл. 1318)
- Алберт, каноник в манастир Гереон в Кьолн
- Конрад фон Рененберг († 1249), господар на замък Рененберг